# Castelnovo ne' Monti
Castelnovo ne' Monti é uma comuna italiana da região da Emília-Romanha, província de Reggio Emilia, com cerca de 10.053 habitantes. Estende-se por uma área de 96 km², tendo uma densidade populacional de 105 hab/km². Faz fronteira com Busana, Carpineti, Casina, Canossa, Ramiseto, Vetto, Villa Minozzo.
Pertence à rede das Cidades Cittaslow.

## Demografia
| Variação demográfica do município entre 1861 e 2011                               |
|                                                                                   |
| Fonte: Istituto Nazionale di Statistica (ISTAT) - Elaboração gráfica da Wikipedia |